# 長河落日
《長河落日》 是一部尚未确定播出的战争题材電視劇。由上海涌艺影视投资公司、苏州传视影视传媒股份有限公司、北京嘉田胜景影视文化传播有限责任公司联合出品，美国AMG电影制作公司制作拍摄，由導演趙一龍、肖恩·皮奇尼诺执导，张鲁一、张钧甯领衔主演的战争剧。该剧根据二战中真实历史事件改编而来，讲述了二战史上第一次轰炸东京幕后的故事。

## 劇情
根据二次世界大战中真实的历史事件改编，讲述在1942年3月9日到4月19日四十天内的空襲東京，发生在美、中、日三国间的故事。以张钧甯饰演的叶碧莹与張魯一飾演的武穆一郎营救携带「轰炸东京」秘密计划的「笃信者」为主线，展开一系列悬疑、热血励志的故事。

## 演员表

### 主要演員
| 演员   | 角色          | 原版配音 | 粤语配音（香港有线） | 簡介 |
| 張魯一 | 林森/武木一郎 |          |                      | 原名林森，代号“伐木工”，拥有多重伪装身份，他不辱使命，在腥风血雨中，完成了一次次看似不可能的“潜伏”和“越狱”。性格睿智精明、成熟稳重、坚韧执着、镇定自若、善于分析。                                                                     |
| 張鈞甯 | 葉碧莹        |          |                      | 三灶岛首富葉德公的女兒，出身名門的富家千金，在美國檀香山出生，家道殷實、知書達禮、機靈聰慧，是重慶十八集國軍留守處衛生隊任見習女軍醫。接到上級密令，前去三灶岛日本海军基地，协助武木一郎寻找并营救携带着最高机密的美军情报官“笃信者”。 |

### 其他人物
| 演员           | 角色          | 原版配音 | 粤语配音（香港有线） | 簡介 |
| 張晨光         | 葉德公        |          |                      | 葉碧莹的父親，三灶岛的首富望族，德高望重、豪迈豁达、勇于担当。作为族长，是三灶岛实至名归的精神领袖。不计一切代价协助林、叶二人完成任务，护送“笃信者”顺利出岛，最终率领族人向侵略者做出了沉重而悲壮的反击。 |
| 木幡龙         | 大岛浩        |          |                      | 日本驻三灶岛特种警察大队队长，中佐。集大胆、狂妄、阴险、机敏于一身。在他十多年的军人生涯中，一直没有哪个对手是他真正放在眼里的，直到武木一郎的出现，令大岛浩真切地体会到什么叫棋逢对手，这种新鲜又刺激的感觉令他兴奋不已，也更激发了他一定要把武木的“面具”亲手撕掉的决心。 |
| 卡斯帕·凡·迪恩 | 詹姆斯·杜立特 |          |                      | 美国陆军航空轰炸机特勤队长兼中校，思维敏捷、胆大心细、有非凡的才智和顽强的毅力。作为航空飞行专家，被罗斯福选中，带十六架B-25轰炸机队轰炸日本，任务完成后，因燃油耗尽，在中国浙南坠毁，杜立特被中国军民救回。 |
| 张颂文         | 沈处长        |          |                      | |
| 邵桐           | 笃信者        |          |                      | |
| 孟召重         | 葉龙侠        |          |                      | 葉德公的義子，葉碧瑩的哥哥，湯菊兒的丈夫，在夏威夷出生，在很小的時候就失去父母，被葉德公的妻子領養，從小在葉家長大，業家將她視為己出，他性格倔強，對凡事都無所畏懼，身上有著富家公子的豪邁氣勢，雖然天性善良，不乏衝動冒失，作為葉家公子哥，為了報答葉家而留在島上照顧父親，內心一直渴望離開三灶島謀求一番大事業，自小對妹妹葉碧瑩愛護有加，給予了武穆一郎和笃信者許多幫助，後來與兩小無猜的湯菊兒情定終生，有情人終成眷屬，大婚之後，因營救葉德公和島民，被日本人殺死。 |
| 林澄           | 湯菊兒        |          |                      | 葉碧瑩的閨蜜，葉龙侠的妻子，早年與葉碧瑩曾一同赴廣州讀書，葉碧瑩讀女師，而她讀了護士學校，1938年日本進攻廣州之前，兩人相約赴延安，但她的父親湯丙臣一封家書，將她叫回了三灶島躲避戰火，布料日本海軍卻飛速佔領了三灶，並在孤島上建立了第六航空基地，而湯丙臣也投靠日本人做了島上的維持會長，因曾在護士學校學過護理，被島上日軍基地醫院招為醫院護士，從此壓抑地生活在日軍佔領的三灶島上，她看慣了日本軍人殺人放火的罪惡，卻膽小不吭聲，而一直深愛著葉龙侠，也把唯一希望放在龙侠的身上，幫助碧瑩，武穆一郎照顧威特陳，當龙侠死後，她的希望破滅，送走了碧瑩等人之後，而在龙侠的墓前，結束了自己的生命。 |